# De Witte Angieren

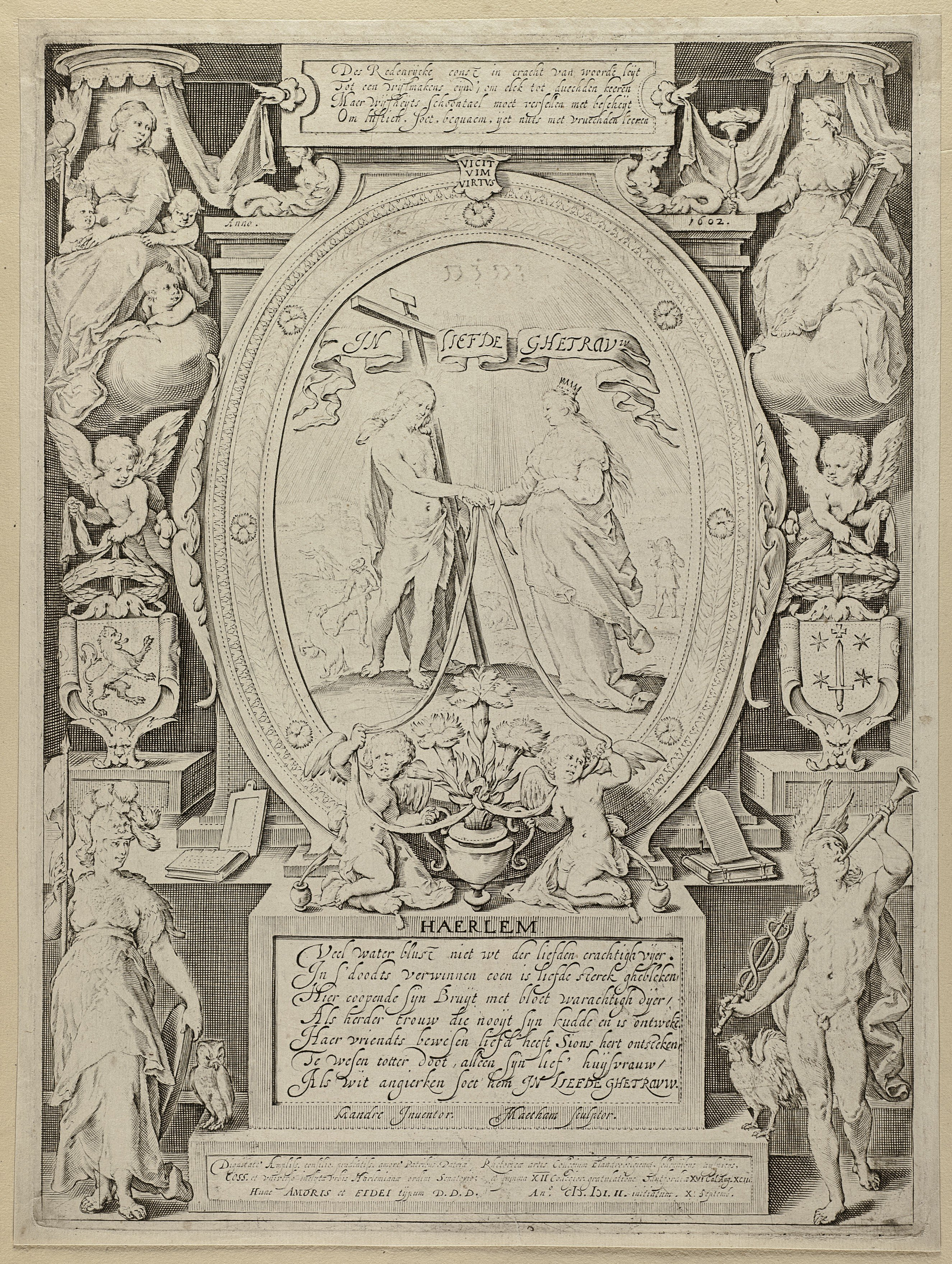
Blazoen van de rederijkerskamer De Witte Angieren onder het motto "In Liefde Getrouw"

De Witte Angieren was een rederijkerskamer uit Haarlem die bestond uit immigranten uit Vlaanderen. De kamer werd in 1592 erkend door het stadsbestuur. De lijfspreuk van de groep luidde In liefde ghetrouwe. De Witte Angieren was een van de drie rederijkerskamers van Haarlem. Onder andere schilder Carel van Mander was lid van deze kamer.
Als leden van een rederijkerskamer schreven de factoren gedichten, liederen en organiseerden ze wedstrijden voor andere kamers (landjuwelen). De kamer deed zelf ook aan vele wedstrijden mee, en won af en toe. In 1610 bracht de kamer de bundel Den Nederduitschen Helicon uit, in samenwerking met de Leidse kamer De Oranje Lelie. De bundel is een verzameling werken van vijftien oorspronkelijke Vlaamse schrijvers en vijf Noord-Nederlandse rederijkers. De verzameling wordt geroemd omdat het een mengeling (of overgang) tussen de rederijkersliteratuur en de renaissancistische literatuur. Ook werd er veel aandacht besteed aan de (toen net meer vorm gegeven) Nederlandse grammatica. Naast het Helicon gaf de vereniging meerdere werken uit, waaronder bundels naar aanleiding van een georganiseerd landjuweel.

## Beroemde leden
Enkele mensen die lid zijn geweest van De Witte Angieren zijn.
- Carel van Mander (1548-1606)
- Jan Olthof (1698-1771)
- Jacob van der Schuere (1576-na 1643)
- Izaak van der Vinne (1665-1740) (stond aan het begin van Bohn Stafleu van Loghum)